# 곱슬이끼과
곱슬이끼과(Ptychomitriaceae)는 고깔바위이끼목에 속하는 이끼과의 하나이다. 물가곱슬이끼(Ptychomitrium dentatum)와 주름곱슬이끼(Ptychomitrium fauriei) 등을 포함하고 있다.

## 하위 속
- Aligrimmia
- Campylostelium
- Indusiella
- Jaffueliobryum
- Ptychomitriopsis
- 곱슬이끼속 (Ptychomitrium)